# Чемпіонат Федерації футболу Західної Азії
Чемпіонат Федерації футболу Західної Азії (англ. West Asian Football Federation Championship) — футбольний турнір, що проводиться Федерацією футболу Західної Азії. Брати участь в ньому можуть чоловічі національні збірні всіх країн-членів федерації. Турнір проводиться як правило з періодичністю в 2 роки, але іноді інтервал змінюється.

## Результати
| Рік             | Місце   | Число учасників | Фінал   | Фінал        | Фінал    | Матч за 3-тє місце | Матч за 3-тє місце | Матч за 3-тє місце |
| Рік             | Місце   | Число учасників | Чемпіон | Рахунок      | Фіналіст | 3-тє місце         | Рахунок            | 4-е місце          |
| --------------- | ------- | --------------- | ------- | ------------ | -------- | ------------------ | ------------------ | ------------------ |
| 2000 Детальніше | Аман    | 8               | Іран    | 1 — 0        | Сирія    | Ірак               | 4 — 1              | Йорданія           |
| 2002 Детальніше | Дамаск  | 6               | Ірак    | 3 — 2 (д.ч.) | Йорданія | Іран               | 2 — 2 (4 — 2 пен.) | Сирія              |
| 2004 Детальніше | Тегеран | 6               | Іран    | 4 — 1        | Сирія    | Йорданія           | 3 — 1              | Ірак               |
| 2007 Детальніше | Аман    | 6               | Іран    | 2 — 1        | Ірак     | Йорданія           | не проводився      | Сирія              |
| 2008 Детальніше | Тегеран | 6               | Іран    | 2 — 1        | Йорданія | Сирія              | не проводився      | Катар              |
| 2010 Детальніше | Аман    | 9               | Кувейт  | 2 — 1        | Іран     | Ємен               | не проводився      | Ірак               |
| 2012 Детальніше | Кувейт  | 11              | Сирія   | 1 — 0        | Ірак     | Оман               | 1 — 0              | Бахрейн            |
| 2014 Детальніше | Доха    | 9               | Катар   | 2 — 0        | Йорданія | Бахрейн            | 0 — 0 (3 — 2 пен.) | Кувейт             |

## Медальний залік
На 2014 рік
| Місце  | Країна   | Золото | Срібло | Бронза | Загалом |
| ------ | -------- | ------ | ------ | ------ | ------- |
| 1      | Іран     | 4      | 1      | 1      | 6       |
| 2      | Ірак     | 1      | 2      | 2      | 5       |
| 3      | Сирія    | 1      | 2      | 2      | 5       |
| 4      | Катар    | 1      | 0      | 1      | 2       |
| 5      | Кувейт   | 1      | 0      | 0      | 1       |
| 6      | Йорданія | 0      | 3      | 2      | 5       |
| 7      | Бахрейн  | 0      | 0      | 1      | 1       |
| 8      | Оман     | 0      | 0      | 1      | 1       |
| 9      | Ємен     | 0      | 0      | 1      | 1       |
| Всього | Всього   | 8      | 8      | 11     | 27      |